# Francesco Gamba
Francesco Gamba (La Spezia, Italia, 15 de octubre de 1926 - Milán, Italia, 13 de febrero de 2012) fue un dibujante de cómic italiano. Con más de 21.000 tablas realizadas es el dibujante más prolífico en la historia de la casa especializada en historietas Sergio Bonelli Editore.

## Biografía
Debutó en 1947 dibujando la serie Razzo Bill de la editorial Alpe; en 1949 ilustró Mascotte para la editorial Ippocampo y en 1950, sustituyó a Antonio Canale en la serie Yorga de Gian Luigi Bonelli (con el seudónimo de "Franz"), publicada por el editor Gino Casarotti. Desde 1950 a 1954 formó parte del equipo de dibujantes de la historieta del Oeste Pecos Bill, guionizada por Guido Martina y publicada por Mondadori. Además, realizó ilustraciones de libros para niños de la editorial Boschi y de libros de aventuras.
En 1956 comenzó su larga colaboración con la editorial Bonelli, para la que dibujó series wéstern como Terry (1956) y Yado (1957) de Gian Luigi Bonelli o Rocky Star e Il Piccolo Ranger de Andrea Lavezzolo (ilustró este último a partir de 1958 y por más de veinte años). Para Bonelli ilustró también el cómic más exitoso de Gian Luigi Bonelli, Tex, y la famosa historieta de Sergio Bonelli Zagor. En los años 1990 se dedicó a los álbumes especiales con las aventuras del socio de Zagor, Cico y a las historias de River Bill, con textos de Sergio Bonelli y Mauro Boselli. En 2006 realizó una historia de Il Comandante Mark, en ocasión del 40° aniversario del personaje, publicada por If Edizioni, con textos de Davide Rigamonti.
A lo largo de su carrera trabajó también para el mercado francés.